# Liste der Baudenkmäler im Bonner Ortsteil Gronau
Die folgende Liste enthält in der Denkmalliste ausgewiesene Baudenkmäler auf dem Gebiet des Bonner Ortsteils Gronau im Stadtbezirk Bonn.
Hinweis: Die Reihenfolge der Denkmäler in dieser Liste orientiert sich an den Straßennamen und ist alternativ nach Hausnummern, Denkmallistennummer oder Bezeichnung sortierbar.
Basis ist die offizielle Denkmalliste der Stadt Bonn (Stand: 15. Januar 2021), die von der Unteren Denkmalbehörde geführt wird. Grundlage für die Aufnahme in die Denkmalliste ist das Denkmalschutzgesetz Nordrhein-Westfalens.
| Bild                                                                                             | Bezeichnung                                                                                      | Lage                                                         | Beschreibung | Bauzeit                               | Eingetragen seit   | Denkmal- nummer |
| ------------------------------------------------------------------------------------------------ | ------------------------------------------------------------------------------------------------ | ------------------------------------------------------------ | --- | ------------------------------------- | ------------------ | --------------- |
| weitere Bilder                                                                                   | Ehemaliges Bundespostministerium                                                                 | Adenauerallee 81–83 Karte                                    | Bürogebäude; Architekt: Josef Trimborn | 1953–1954                             | Januar 1987        | A 1111          |
| Wohngebäude (Südstadt)                                                                           | Wohngebäude (Südstadt)                                                                           | Adenauerallee 85 Karte                                       | als Wohn- und Bürohaus eines Architekten erbaut; Teil des ehemaligen Bundespostministeriums (heute Bundesrechnungshof)                                      | 1897                                  | 24. Juli 1987      | A 1194          |
| weitere Bilder                                                                                   | Villa                                                                                            | Adenauerallee 87a Karte                                      | | 1905–1906                             |                    | A 3223          |
| weitere Bilder                                                                                   | Villa                                                                                            | Adenauerallee 89a Karte                                      | Architekt: Franz Brantzky | 1901–1903                             | Ende 1987          | A 1290          |
| weitere Bilder                                                                                   | Villa                                                                                            | Adenauerallee 89b Karte                                      | Architekten: Alfred Müller, Otto Grah | 1897–1898                             |                    | A 1113          |
| weitere Bilder                                                                                   | Villa                                                                                            | Adenauerallee 91a Karte                                      | Architekt: August Scheidgen | 1905                                  |                    | A 1112          |
| weitere Bilder                                                                                   |                                                                                                  | Adenauerallee 94 Karte                                       | | 1860er-Jahre                          |                    | A 3298          |
| weitere Bilder                                                                                   |                                                                                                  | Adenauerallee 96 Karte                                       | | 1881                                  |                    | A 3852          |
| weitere Bilder                                                                                   |                                                                                                  | Adenauerallee 98a Karte                                      | Denkmalgeschützt: Außenhaut | 1885                                  |                    | A 572           |
|                                                                                                  |                                                                                                  | Adenauerallee 98b Karte                                      | | 1885                                  |                    | A 1708          |
| Wohnhaus                                                                                         | Wohnhaus                                                                                         | Adenauerallee 100 Karte                                      | Architekten: Kayser & von Großheim | 1905                                  |                    | A 1471          |
| Wohnhaus                                                                                         | Wohnhaus                                                                                         | Adenauerallee 102 Karte                                      | Denkmalgeschützt: Außenhaut | 1873                                  |                    | A 574           |
| weitere Bilder                                                                                   | Wohngebäude                                                                                      | Adenauerallee 104 Karte                                      | | 1872–1873                             | 20. Januar 1997    | A 3288          |
| Wohngebäude                                                                                      | Wohngebäude                                                                                      | Adenauerallee 108 / Arndtstraße Karte                        | | 1890                                  | 22. Dezember 1987  | A 1297          |
| weitere Bilder                                                                                   |                                                                                                  | Adenauerallee 110 Karte                                      | Teil der Gebäudegruppe Adenauerallee 110–114 | 1890                                  |                    | A 1060          |
|                                                                                                  |                                                                                                  | Adenauerallee 112 Karte                                      | Teil der Gebäudegruppe Adenauerallee 110–114 | 1890                                  | 24. Januar 1997    | A 3291          |
| Wohnhaus                                                                                         | Wohnhaus                                                                                         | Adenauerallee 113 / Tempelstraße Karte                       | Teil der Dreihäusergruppe 113–117 ; 1958/59 zum Gemeindehaus der Synagogengemeinde umgebaut (Architekt: Helmut Goldschmidt)                                 | 1863/1864                             |                    | A 456           |
|                                                                                                  |                                                                                                  | Adenauerallee 114 Karte                                      | Teil der Gebäudegruppe Adenauerallee 110–114 | 1890                                  | 24. Januar 1997    | A 3292          |
|                                                                                                  |                                                                                                  | Adenauerallee 118 Karte                                      | |                                       |                    | A 3330          |
| weitere Bilder                                                                                   | Villa                                                                                            | Adenauerallee 120/122 Karte                                  | | 1870                                  |                    | A 1489          |
| weitere Bilder                                                                                   | Wohngebäude                                                                                      | Adenauerallee 124 / Joachimstraße Karte                      | Massivbau mit roter Klinkerverkleidung; Architekt: Otto Penner                                                                                              | 1895                                  | 28. September 2000 | A 3638          |
| weitere Bilder                                                                                   | Villa                                                                                            | Adenauerallee 129 Karte                                      | Architekt: August Scheidgen | 1899–1900                             | 1992               | A 2461          |
| weitere Bilder                                                                                   | Halbvilla („Villa Ermekeil“)                                                                     | Adenauerallee 131 Karte                                      | Architekt: August Scheidgen; Teil des ehem. Haus des Deutschen Handwerks                                                                                    | 1900–1901                             | 30. Juli 1991      | A 2064          |
| Wohnhaus                                                                                         | Wohnhaus                                                                                         | Adenauerallee 132a Karte                                     | Architekt: Julius Rolffs; 1975–2002 Sitz des Ibero-Clubs Bonn                                                                                               | 1912                                  |                    | A 3864          |
| weitere Bilder                                                                                   | Villa Hammerschmidt                                                                              | Adenauerallee 135 Karte                                      | Architekten: August Dieckhoff (1861–63), Ludwig Bohnstedt (um 1871, 1878)                                                                                   | 1861–1863, 1871, 1878                 | 2. März 1988       | A 1355          |
| weitere Bilder                                                                                   | Villa                                                                                            | Adenauerallee 136 Karte                                      | | 1871                                  | 1985               | A 904           |
| weitere Bilder                                                                                   | Großplastik Large Two Forms                                                                      | (vor) Adenauerallee 139 Karte                                | Bronzeskulptur von Henry Moore | 1979 (Aufstellung)                    | 2. Dezember 1999   | A 3550          |
| weitere Bilder                                                                                   | Areal ehemaliges Bundeskanzleramt: Kanzleramtsgebäude                                            | Adenauerallee 139/141 Karte                                  | Architekten: Planungsgruppe Stieldorf | 1973–1976                             | 7. Mai 2007        | A 3972          |
| Areal ehemaliges Bundeskanzleramt: Erweiterungsbauten des Palais Schaumburg („Altes Kanzleramt“) | Areal ehemaliges Bundeskanzleramt: Erweiterungsbauten des Palais Schaumburg („Altes Kanzleramt“) | Adenauerallee 139/141 Karte                                  | Architekten: Bundesbaudirektion | 1954–1955                             | 7. Mai 2007        | A 3972          |
| weitere Bilder                                                                                   | Areal ehemaliges Bundeskanzleramt: Teehaus                                                       | Adenauerallee 139/141 Karte                                  | Architekten: Bundesbaudirektion | 1955                                  | 7. Mai 2007        | A 3972          |
| weitere Bilder                                                                                   | Areal ehemaliges Bundeskanzleramt: Parkanlage des Palais Schaumburg                              | Adenauerallee 139/141 Karte                                  | einschließlich Park der ehemaligen Villa Selve; Gartenarchitekt: Hermann Mattern (1950/51)                                                                  | 1950/1951, 1954 (Umgestaltungen)      | 7. Mai 2007        | A 3972          |
| weitere Bilder                                                                                   | Areal ehemaliges Bundeskanzleramt: Palais Schaumburg                                             | Adenauerallee 141 Karte                                      | Architekten: Andreas Hansen (1858–60), Ernst von Ihne (1894–96), Hans Schwippert (1950)                                                                     | 1860, 1875–1879, 1894–1896            | 17. Februar 1986   | A 984           |
| weitere Bilder                                                                                   | Areal ehemaliges Bundeskanzleramt: Kanzlerbungalow                                               | Adenauerallee (zu 141) Karte                                 | Entstanden als Wohn- und Empfangsgebäude des deutschen Bundeskanzlers; Architekt: Sep Ruf                                                                   | 1963–1966                             | 31. August 2001    | A 3708          |
| weitere Bilder                                                                                   | Museum Koenig                                                                                    | Adenauerallee 150–164 Karte                                  | | 1912–1914                             | 1985               | A 873           |
|                                                                                                  |                                                                                                  | Adenauerallee 176 Karte                                      | Architekt: Johann Schwister | 1898                                  |                    | A 3490          |
| weitere Bilder                                                                                   |                                                                                                  | Adenauerallee 178 Karte                                      | | 1890er-Jahre                          |                    | A 3583          |
| weitere Bilder                                                                                   | Halbvilla                                                                                        | Adenauerallee 208 Karte                                      | Architekt: Hermann Schmitt | 1913                                  | 30. April 1986     | A 1020          |
| weitere Bilder                                                                                   | Halbvilla                                                                                        | Adenauerallee 212 Karte                                      | Architekten: Havestadt & Contag; Teil der Villengruppe Adenauerallee 212/214                                                                                | 1891                                  | 30. April 1986     | A 1017          |
| weitere Bilder                                                                                   | Halbvilla                                                                                        | Adenauerallee 214 Karte                                      | Am Bundeskanzlerplatz; Teil der Villengruppe Adenauerallee 212/214                                                                                          | 1891/1892                             | 30. April 1986     | A 1018          |
| weitere Bilder                                                                                   | „SAS-Pavillon“                                                                                   | Adenauerallee 216 / Bundeskanzlerplatz 1 Karte               | Stahlbetonskelettbau; Architekten: Wilhelm und Dirk Denninger                                                                                               | 1952/1953                             | 30. Januar 2006    | A 3893          |
|                                                                                                  |                                                                                                  | Arndtstraße 1 Karte                                          | | 1890                                  |                    | A 3194          |
| weitere Bilder                                                                                   | Wohnhaus                                                                                         | Arndtstraße 2 / Adenauerallee 106 Karte                      | Architekt: Julius Rolffs (1919) | 1873, 1919 (Um-/Anbau)                |                    | A 2786          |
|                                                                                                  |                                                                                                  | Arndtstraße 5 Karte                                          | | 1889                                  |                    | A 2914          |
|                                                                                                  |                                                                                                  | Arndtstraße 6 Karte                                          | | 1878                                  |                    | A 2761          |
|                                                                                                  |                                                                                                  | Arndtstraße 8 Karte                                          | | um 1905                               |                    | A 933           |
|                                                                                                  |                                                                                                  | Arndtstraße 10 Karte                                         | | 1874/1875                             |                    | A 2924          |
|                                                                                                  |                                                                                                  | Arndtstraße 12 Karte                                         | | 1874/1875                             |                    | A 3233          |
|                                                                                                  |                                                                                                  | Arndtstraße 13 Karte                                         | | 1878                                  |                    | A 3170          |
|                                                                                                  |                                                                                                  | Arndtstraße 15 Karte                                         | Denkmalgeschützt: Fassade | 1877                                  |                    | A 343           |
|                                                                                                  |                                                                                                  | Arndtstraße 16 Karte                                         | |                                       |                    | A 3184          |
|                                                                                                  |                                                                                                  | Arndtstraße 17 Karte                                         | | 1876                                  |                    | A 2809          |
|                                                                                                  |                                                                                                  | Arndtstraße 18 Karte                                         | Denkmalgeschützt: Fassade und Treppenhaus | 1880                                  |                    | A 2825          |
|                                                                                                  |                                                                                                  | Arndtstraße 19 Karte                                         | | 1876                                  |                    | A 78            |
|                                                                                                  |                                                                                                  | Arndtstraße 20 Karte                                         | | 1880                                  |                    | A 2782          |
| weitere Bilder                                                                                   |                                                                                                  | Arndtstraße 21 Karte                                         | Ursprünglich Wohnhaus des Architekten Otto Penner:180 | 1880:180                              |                    | A 891           |
|                                                                                                  |                                                                                                  | Arndtstraße 22 Karte                                         | | 1879                                  |                    | A 3118          |
|                                                                                                  |                                                                                                  | Arndtstraße 23 Karte                                         | | 1882                                  |                    | A 1761          |
|                                                                                                  |                                                                                                  | Arndtstraße 24 Karte                                         | | 1878                                  |                    | A 2857          |
|                                                                                                  |                                                                                                  | Arndtstraße 25 Karte                                         | | 1874                                  |                    | A 2160          |
|                                                                                                  |                                                                                                  | Arndtstraße 26 Karte                                         | | 1876                                  |                    | A 1525          |
|                                                                                                  |                                                                                                  | Arndtstraße 27 Karte                                         | | 1874                                  |                    | A 2166          |
|                                                                                                  |                                                                                                  | Arndtstraße 28 Karte                                         | | 1876                                  |                    | A 2815          |
|                                                                                                  |                                                                                                  | Arndtstraße 29 Karte                                         | | 1874                                  |                    | A 2459          |
|                                                                                                  |                                                                                                  | Arndtstraße 30 Karte                                         | | 1874                                  |                    | A 2862          |
|                                                                                                  |                                                                                                  | Arndtstraße 31 Karte                                         | | 1874                                  |                    | A 3058          |
|                                                                                                  |                                                                                                  | Arndtstraße 32 Karte                                         | | 1874                                  |                    | A 2828          |
|                                                                                                  |                                                                                                  | Arndtstraße 33 Karte                                         | | 1876                                  |                    | A 2816          |
|                                                                                                  |                                                                                                  | Arndtstraße 34 Karte                                         | | 1874                                  |                    | A 1087          |
|                                                                                                  |                                                                                                  | Arndtstraße 35 Karte                                         | | 1881                                  |                    | A 918           |
|                                                                                                  |                                                                                                  | Arndtstraße 36 Karte                                         | | 1873                                  |                    | A 2890          |
|                                                                                                  |                                                                                                  | Arndtstraße 37 Karte                                         | | 1881                                  |                    | A 1682          |
|                                                                                                  |                                                                                                  | Arndtstraße 38 / Niebuhrstraße Karte                         | | 1873                                  |                    | A 1061          |
|                                                                                                  |                                                                                                  | Arndtstraße 39 Karte                                         | | 1880er-Jahre                          |                    | A 2876          |
|                                                                                                  |                                                                                                  | Bundeskanzlerplatz 7 Karte                                   | | um 1910                               |                    | A 868           |
| weitere Bilder                                                                                   |                                                                                                  | Bundeskanzlerplatz 9 Karte                                   | | 1910/1911                             |                    | A 869           |
| weitere Bilder                                                                                   |                                                                                                  | Bundeskanzlerplatz 11 Karte                                  | | 1910/1911                             |                    | A 91            |
|                                                                                                  |                                                                                                  | Bundeskanzlerplatz 13 Karte                                  | | 1911/1912                             |                    | A 602           |
|                                                                                                  |                                                                                                  | Buschstraße 2 / Schedestraße Karte                           | Architekten: Kayser & von Großheim | 1903                                  |                    | A 2834          |
|                                                                                                  |                                                                                                  | Buschstraße 4 Karte                                          | Architekt: Julius Rolffs | 1905/1906                             |                    | A 1100          |
|                                                                                                  |                                                                                                  | Buschstraße 6 Karte                                          | | 1906                                  |                    | A 271           |
|                                                                                                  |                                                                                                  | Buschstraße 8 Karte                                          | | 1906                                  |                    | A 3367          |
|                                                                                                  |                                                                                                  | Buschstraße 10 Karte                                         | | 1907                                  |                    | A 2868          |
|                                                                                                  |                                                                                                  | Buschstraße 12 Karte                                         | | 1904                                  |                    | A 2832          |
|                                                                                                  |                                                                                                  | Buschstraße 14 Karte                                         | Doppelhaus mit Nr. 16; Architekt: Hermann Schmitt | 1903                                  |                    | A 72            |
|                                                                                                  |                                                                                                  | Buschstraße 16 Karte                                         | Doppelhaus mit Nr. 14; Architekt: Hermann Schmitt | 1903                                  |                    | A 3378          |
| weitere Bilder                                                                                   | Wohngebäude                                                                                      | Buschstraße 18 Karte                                         | Doppelhaus mit Nr. 20; Architekt: Julius Rolffs | 1903                                  |                    | A 27            |
| Wohngebäude                                                                                      | Wohngebäude                                                                                      | Buschstraße 20 Karte                                         | Doppelhaus mit Nr. 18; Architekt: Julius Rolffs; Formen der Renaissance                                                                                     | 1903                                  |                    | A 367           |
|                                                                                                  |                                                                                                  | Buschstraße 22 Karte                                         | Architekt: Karl Thoma | 1906                                  |                    | A 2940          |
|                                                                                                  |                                                                                                  | Buschstraße 50 Karte                                         | | 1898                                  |                    | A 3431          |
|                                                                                                  |                                                                                                  | Buschstraße 51 Karte                                         | | 1898                                  |                    | A 2835          |
|                                                                                                  |                                                                                                  | Buschstraße 52 Karte                                         | | 1898                                  |                    | A 1158          |
|                                                                                                  |                                                                                                  | Buschstraße 53 Karte                                         | | 1898                                  |                    | A 2887          |
|                                                                                                  |                                                                                                  | Buschstraße 54 Karte                                         | | kurz vor 1900                         |                    | A 3377          |
|                                                                                                  |                                                                                                  | Buschstraße 55 Karte                                         | | 1898                                  |                    | A 377           |
|                                                                                                  |                                                                                                  | Buschstraße 56 Karte                                         | |                                       |                    | A 2810          |
|                                                                                                  |                                                                                                  | Buschstraße 57 Karte                                         | | 1898/1899                             |                    | A 440           |
|                                                                                                  |                                                                                                  | Buschstraße 58 Karte                                         | | 1901                                  |                    | A 3376          |
|                                                                                                  |                                                                                                  | Buschstraße 59 Karte                                         | | 1898/1899                             |                    | A 394           |
|                                                                                                  |                                                                                                  | Buschstraße 60 Karte                                         | | 1901                                  |                    | A 3427          |
|                                                                                                  |                                                                                                  | Buschstraße 61 Karte                                         | | 1898                                  |                    | A 235           |
|                                                                                                  |                                                                                                  | Buschstraße 63 Karte                                         | | 1898                                  |                    | A 234           |
|                                                                                                  |                                                                                                  | Buschstraße 65 Karte                                         | | 1898                                  |                    | A 2883          |
|                                                                                                  |                                                                                                  | Buschstraße 79 Karte                                         | | 1902                                  |                    | A 3374          |
|                                                                                                  |                                                                                                  | Buschstraße 81 Karte                                         | | 1902                                  |                    | A 210           |
|                                                                                                  |                                                                                                  | Buschstraße 83 Karte                                         | | 1902                                  |                    | A 2852          |
|                                                                                                  |                                                                                                  | Buschstraße 85 Karte                                         | | 1900                                  |                    | A 2915          |
| Wohnhaus                                                                                         | Wohnhaus                                                                                         | Coburger Straße 1a Karte                                     | linker Teil des Baublocks Nr. 1a–1c | 1928                                  |                    | A 3691          |
| Wohnhaus                                                                                         | Wohnhaus                                                                                         | Coburger Straße 1b Karte                                     | mittlerer Teil des Baublocks Nr. 1a–1c | 1927/1928                             |                    | A 3651          |
| Wohnhaus                                                                                         | Wohnhaus                                                                                         | Coburger Straße 1c Karte                                     | rechter Teil des Baublocks Nr. 1a–1c | 1929                                  |                    | A 3658          |
| Wohnhaus                                                                                         | Wohnhaus                                                                                         | Coburger Straße 2 Karte                                      | Doppelhaus mit Nr. 4; Architekt: Hermann Schmitt; Denkmalgeschützt: äußerer Baukörper sowie Vorgarten mit Einfriedung                                       | 1905                                  |                    | A 4117          |
| Wohnhaus                                                                                         | Wohnhaus                                                                                         | Coburger Straße 4 Karte                                      | Doppelhaus mit Nr. 2; Architekt: Hermann Schmitt | 1905                                  |                    | A 4116          |
|                                                                                                  |                                                                                                  | Coburger Straße 6 Karte                                      | rechter Teil des Baublocks Nr. 6–10 | um 1921                               |                    | A 4086          |
| Wohnhaus                                                                                         | Wohnhaus                                                                                         | Coburger Straße 7 Karte                                      | Teil des Baublocks Nr. 3–7 | 1927                                  |                    | A 3660          |
|                                                                                                  |                                                                                                  | Coburger Straße 8 Karte                                      | mittlerer Teil des Baublocks Nr. 6–10 | um 1921                               |                    | A 4085          |
| Wohnhaus                                                                                         | Wohnhaus                                                                                         | Coburger Straße 9 Karte                                      | Teil des Baublocks Nr. 9–13 | 1927                                  |                    | A 3674          |
|                                                                                                  |                                                                                                  | Coburger Straße 10 Karte                                     | linker Teil des Baublocks Nr. 6–10 | um 1921                               |                    | A 4084          |
| Wohnhaus                                                                                         | Wohnhaus                                                                                         | Coburger Straße 11 Karte                                     | Teil des Baublocks Nr. 9–13 | 1927                                  |                    | A 3659          |
| Wohnhaus                                                                                         | Wohnhaus                                                                                         | Coburger Straße 13 Karte                                     | Teil des Baublocks Nr. 9–13 | 1927                                  |                    | A 3661          |
| Wohnhaus                                                                                         | Wohnhaus                                                                                         | Coburger Straße 15 / Eduard-Pflüger-Straße Karte             | | 1927                                  | 2000               | A 3630          |
| Wohnhaus                                                                                         | Wohnhaus                                                                                         | Coburger Straße 17 / Eduard-Pflüger-Straße Karte             | linker Teil der Hausgruppe Nr. 17–21 | 1926/1927                             |                    | A 3782          |
| Wohnhaus                                                                                         | Wohnhaus                                                                                         | Coburger Straße 19 Karte                                     | mittlerer Teil der Hausgruppe Nr. 17–21 | 1926/1927                             |                    | A 3710          |
| Wohnhaus                                                                                         | Wohnhaus                                                                                         | Coburger Straße 21 Karte                                     | rechter Teil der Hausgruppe Nr. 17–21 | 1927                                  |                    | A 3705          |
| Wohnhaus                                                                                         | Wohnhaus                                                                                         | Coburger Straße 23 Karte                                     | linker Teil der Hausgruppe Nr. 23–27 | 1927                                  |                    | A 3709          |
| Wohnhaus                                                                                         | Wohnhaus                                                                                         | Coburger Straße 25 Karte                                     | mittlerer Teil der Hausgruppe Nr. 23–27 | 1927                                  |                    | A 3711          |
| Wohnhaus                                                                                         | Wohnhaus                                                                                         | Coburger Straße 27 Karte                                     | rechter Teil der Hausgruppe Nr. 23–27 | 1927                                  |                    | A 4083          |
| Wohnhaus                                                                                         | Wohnhaus                                                                                         | Eduard-Pflüger-Straße 41 Karte                               | | 1927                                  |                    | A 1409          |
| Wohnhaus                                                                                         | Wohnhaus                                                                                         | Eduard-Pflüger-Straße 50 Karte                               | rechter Teil des Dreierwohnhauses Nr. 50–54 | 1926                                  |                    | A 3776          |
| Wohnhaus                                                                                         | Wohnhaus                                                                                         | Eduard-Pflüger-Straße 52 Karte                               | mittlerer Teil des Dreierwohnhauses Nr. 50–54 | 1926                                  |                    | A 3801          |
| Wohnhaus                                                                                         | Wohnhaus                                                                                         | Eduard-Pflüger-Straße 54 Karte                               | linker Teil des Dreierwohnhauses Nr. 50–54 | 1926                                  |                    | A 3797          |
| Preußischer Meilenstein                                                                          | Preußischer Meilenstein                                                                          | Friedrich-Ebert-Allee (Höhe Haus-Nr. 120/122) Karte          | | 2. Hälfte 19. Jahrhundert             |                    | A 1778          |
| Wohnhaus                                                                                         | Wohnhaus                                                                                         | Friedrich-Wilhelm-Straße 2 Karte                             | Architekt: Wilhelm Denninger | 1931/1932                             |                    | A 3923          |
| Wohnhaus                                                                                         | Wohnhaus                                                                                         | Friedrich-Wilhelm-Straße 4 Karte                             | | 1927/1928                             |                    | A 3895          |
| Wohnhaus                                                                                         | Wohnhaus                                                                                         | Friedrich-Wilhelm-Straße 6 Karte                             | | 1927/1928                             |                    | A 3892          |
| Wohnhaus                                                                                         | Wohnhaus                                                                                         | Friedrich-Wilhelm-Straße 8 Karte                             | Architekt: Peter Klotzbach | 1927                                  |                    | A 3889          |
|                                                                                                  |                                                                                                  | Friedrich-Wilhelm-Straße 12 Karte                            | Architekt: Paul Bonatz | 1926                                  |                    | A 3888          |
| weitere Bilder                                                                                   | ehemalige Villa Böker                                                                            | Friedrich-Wilhelm-Str. 14/16 Karte                           | Architekt: Julius Rolffs; denkmalgeschützt: einschl. Parkanlage und Remise                                                                                  | 1921–1922                             |                    | A 3933          |
| weitere Bilder                                                                                   | Bismarcksäule Bonn                                                                               | Heimkehrerweg Karte                                          | Architekten: Wilhelm Kreis (Entwurf), Rudolf Schultze (Oberbauleitung)                                                                                      | 1900–1901                             | 1988               | A 1401          |
| Wohngebäude                                                                                      | Wohngebäude                                                                                      | Heinrich-Brüning-Straße 14 Karte                             | Architekt: Julius Rolffs; mit modernem Bürogebäude verbunden                                                                                                | 1922                                  | 13. Dezember 1999  | A 3554          |
| weitere Bilder                                                                                   | Wohngebäude                                                                                      | Heinrich-Brüning-Straße 16 Karte                             | Teil der Villengruppe Heinrich-Brüning-Straße 16–20; Architekt: Julius Rolffs                                                                               | 1909                                  |                    | A 1098          |
| weitere Bilder                                                                                   | Wohngebäude                                                                                      | Heinrich-Brüning-Straße 18 Karte                             | Teil der Villengruppe Heinrich-Brüning-Straße 16–20; Architekt: Julius Rolffs                                                                               | 1909                                  | 2000               | A 3618          |
| weitere Bilder                                                                                   | Wohngebäude                                                                                      | Heinrich-Brüning-Straße 20 Karte                             | Teil der Villengruppe Heinrich-Brüning-Straße 16–20; mit Anbau von 1974/75 („Presseclub“); denkmalgeschützt: äußerer Baukörper und Mansarddach              | 1909                                  | 2000               | A 3572          |
| weitere Bilder                                                                                   | Abgeordnetenhochhaus des Deutschen Bundestages                                                   | Hermann-Ehlers-Straße 10 Karte                               | „Langer Eugen“; Architekt: Egon Eiermann | 1966–1969                             | 26. November 1997  | A 3349          |
| weitere Bilder                                                                                   | Altes Wasserwerk                                                                                 | Hermann-Ehlers-Straße 10 Karte                               | | 1873–1875; 1900 ff. (Pumpenhaus)      | 27. Juni 1985      | A 870           |
| weitere Bilder                                                                                   | Abgeordneten-Wohnhäuser                                                                          | Heussallee 7, 9, 11 Karte                                    | Entwurf: Planungsgruppe der Bundesbaudirektion | 1965–1966                             | 2000               | A 3668          |
| weitere Bilder                                                                                   | Wohngebäude                                                                                      | Heussallee 12 Karte                                          | Doppelvilla mit Nr. 14 | 1930/1931                             | 10. März 2008      | A 4022          |
| weitere Bilder                                                                                   | Kiosk im Regierungsviertel                                                                       | Heussallee 13 / Platz der Vereinten Nationen Karte           | „Bundesbüdchen“; 2006 übergangsweise abgebaut, Wiederaufstellung in der Nähe des früheren Standorts (ehemalige Görresstraße) im Mai 2020                    | 1957                                  | 2000               | A 3669          |
| weitere Bilder                                                                                   | Wohngebäude                                                                                      | Heussallee 14 / Winston-Churchill-Straße Karte               | Doppelvilla mit Nr. 12 | 1922                                  | 10. März 2008      | A 4023          |
| weitere Bilder                                                                                   | Doppelvilla                                                                                      | Heussallee 18–20 / Winston-Churchill-Straße Karte            | Mit Anbau (seitlich verbunden mit Bürogebäude) | 1912                                  |                    | A 970           |
| weitere Bilder                                                                                   | Halbvilla                                                                                        | Heussallee 40 Karte                                          | Architekt: Julius Rolffs; Teil der Doppelvilla Kurt-Schumacher-Straße 2/Heussallee 40                                                                       | 1911–1912                             |                    | A 916           |
|                                                                                                  |                                                                                                  | Joachimstraße 3 Karte                                        | Doppelhaus mit Nr. 5; Architekt: Julius Rolffs | 1913                                  |                    | A 2913          |
| weitere Bilder                                                                                   | Wohngebäude                                                                                      | Joachimstraße 5 Karte                                        | Doppelhaus mit Nr. 3; Architekt: Julius Rolffs | 1913                                  | 14. März 1996      | A 3235          |
| weitere Bilder                                                                                   | Doppelvilla                                                                                      | Joachimstraße 6/8 Karte                                      | 1950–2000 Landesvertretung Berlin; Architekten: Kayser & von Großheim                                                                                       | 1897                                  | 1987               | A 1269          |
| Villa                                                                                            | Villa                                                                                            | Joachimstraße 7 Karte                                        | Architekt: Julius Rolffs; 1959–2000 Landesvertretung Berlin                                                                                                 | 1912                                  | 2000               | A 3644          |
| weitere Bilder                                                                                   | Äußerer Baukörper eines Wohngebäudes                                                             | Joachimstraße 10/12 Karte                                    | Doppelhaus; Architekten: Kayser & von Großheim | 1896                                  | 10. Juni 1996      | A 3259          |
| weitere Bilder                                                                                   |                                                                                                  | Joachimstraße 14 Karte                                       | Teil der Doppelvilla Joachimstraße 14/16; Architekten: Kayser & von Großheim                                                                                | 1896                                  |                    | A 1473          |
|                                                                                                  |                                                                                                  | Joachimstraße 15 Karte                                       | Teil der Doppelvilla Joachimstraße 15/17 | 1922                                  |                    | A 2932          |
| weitere Bilder                                                                                   |                                                                                                  | Joachimstraße 16 Karte                                       | Teil der Doppelvilla Joachimstraße 14/16; Architekten: Kayser & von Großheim                                                                                | 1896                                  |                    | A 1108          |
|                                                                                                  |                                                                                                  | Joachimstraße 17 Karte                                       | Teil der Doppelvilla Joachimstraße 15/17 |                                       |                    | A 2933          |
| Villa                                                                                            | Villa                                                                                            | Joachimstraße 18 Karte                                       | Architekten: Kayser & von Großheim | 1896                                  |                    | A 1748          |
|                                                                                                  |                                                                                                  | Joachimstraße 20 / Kaiserstraße Karte                        | Architekten: Kayser & von Großheim | 1896                                  |                    | A 134           |
| weitere Bilder                                                                                   |                                                                                                  | Johannes-Henry-Straße 1 Karte                                | | 1894                                  |                    | A 49            |
|                                                                                                  |                                                                                                  | Johannes-Henry-Straße 2 Karte                                | | 1896                                  |                    | A 2845          |
|                                                                                                  |                                                                                                  | Johannes-Henry-Straße 3 Karte                                | | 1894                                  |                    | A 2838          |
|                                                                                                  |                                                                                                  | Johannes-Henry-Straße 4 Karte                                | | 1895                                  |                    | A 511           |
|                                                                                                  |                                                                                                  | Johannes-Henry-Straße 5 Karte                                | | 1894                                  |                    | A 1377          |
|                                                                                                  |                                                                                                  | Johannes-Henry-Straße 6 Karte                                | | 1895                                  |                    | A 1181          |
|                                                                                                  |                                                                                                  | Johannes-Henry-Straße 7 Karte                                | | 1890                                  |                    | A 1268          |
|                                                                                                  |                                                                                                  | Johannes-Henry-Straße 8 Karte                                | | 1895                                  |                    | A 3178          |
|                                                                                                  |                                                                                                  | Johannes-Henry-Straße 9 Karte                                | | 1890                                  |                    | A 1154          |
|                                                                                                  |                                                                                                  | Johannes-Henry-Straße 10 Karte                               | | 1896                                  |                    | A 2795          |
|                                                                                                  |                                                                                                  | Johannes-Henry-Straße 11 Karte                               | Architekt: Hermann Schmitt | 1890                                  |                    | A 2159          |
|                                                                                                  |                                                                                                  | Johannes-Henry-Straße 12 Karte                               | | 1895                                  |                    | A 2796          |
|                                                                                                  |                                                                                                  | Johannes-Henry-Straße 13 Karte                               | Architekt: Hermann Schmitt | 1890                                  |                    | A 1376          |
|                                                                                                  |                                                                                                  | Johannes-Henry-Straße 14 Karte                               | | 1894                                  |                    | A 2797          |
|                                                                                                  |                                                                                                  | Johannes-Henry-Straße 15 Karte                               | | 1890                                  |                    | A 2195          |
|                                                                                                  |                                                                                                  | Johannes-Henry-Straße 16 Karte                               | | 1894                                  |                    | A 1071          |
|                                                                                                  |                                                                                                  | Johannes-Henry-Straße 17 Karte                               | | 1890                                  |                    | A 2121          |
| weitere Bilder                                                                                   |                                                                                                  | Johannes-Henry-Straße 18 Karte                               | | 1892                                  |                    | A 2903          |
|                                                                                                  |                                                                                                  | Johannes-Henry-Straße 19 Karte                               | | 1890                                  |                    | A 2033          |
| weitere Bilder                                                                                   |                                                                                                  | Johannes-Henry-Straße 20 Karte                               | | 1892                                  |                    | A 2950          |
| weitere Bilder                                                                                   |                                                                                                  | Johannes-Henry-Straße 22 Karte                               | | 1891                                  |                    | A 2888          |
| weitere Bilder                                                                                   |                                                                                                  | Johannes-Henry-Straße 24 Karte                               | | 1891                                  |                    | A 1201          |
| weitere Bilder                                                                                   |                                                                                                  | Johannes-Henry-Straße 26 / Niebuhrstraße Karte               | | 1891                                  |                    | A 2004          |
|                                                                                                  |                                                                                                  | Kaiserstraße 89 Karte                                        | Architekt: Johann Schwister | 1903                                  |                    | A 2824          |
|                                                                                                  |                                                                                                  | Kaiserstraße 91 Karte                                        | Architekt: Johann Schwister | 1903                                  |                    | A 3127          |
|                                                                                                  |                                                                                                  | Kaiserstraße 93 Karte                                        | | 1898                                  |                    | A 3195          |
|                                                                                                  |                                                                                                  | Kaiserstraße 95 Karte                                        | | 1898/1899                             |                    | A 1068          |
|                                                                                                  |                                                                                                  | Kaiserstraße 97 Karte                                        | | 1876                                  |                    | A 2980          |
|                                                                                                  |                                                                                                  | Kaiserstraße 101 Karte                                       | | 1896                                  |                    | A 4107          |
|                                                                                                  |                                                                                                  | Kaiserstraße 103 Karte                                       | Architekt: Max Cronenberg | 1898                                  |                    | A 1272          |
| weitere Bilder                                                                                   |                                                                                                  | Kaiserstraße 135 / Niebuhrstraße Karte                       | | 1907                                  |                    | A 1951          |
|                                                                                                  |                                                                                                  | Kaiserstraße 147 Karte                                       | Architekt: Wilhelm Weinreis | 1902                                  |                    | A 527           |
|                                                                                                  |                                                                                                  | Kaiserstraße 149 Karte                                       | | 1900/1901                             |                    | A 2808          |
|                                                                                                  |                                                                                                  | Kaiserstraße 151 Karte                                       | | 1900/1901                             |                    | A 2794          |
|                                                                                                  |                                                                                                  | Kaiserstraße 153 Karte                                       | Architekten: Kayser & von Großheim | 1897                                  |                    | A 2917          |
|                                                                                                  |                                                                                                  | Kaiserstraße 155 Karte                                       | | 1894                                  |                    | A 2867          |
|                                                                                                  |                                                                                                  | Kaiserstraße 157 Karte                                       | | 1898                                  |                    | A 2830          |
|                                                                                                  |                                                                                                  | Kaiserstraße 237 Karte                                       | | kurz nach 1900                        |                    | A 4134          |
| weitere Bilder                                                                                   | Halbvilla                                                                                        | Kaiser-Friedrich-Straße 3 Karte                              | Doppelhaus mit Nr. 5; Architekt: Hermann Schmitt; denkmalgeschützt: einschließlich Vorgarten mit Einfriedung; Jugendstilornamentik                          | 1902–1904:265 f.                      | 31. Oktober 1990   | A 1860          |
| weitere Bilder                                                                                   | Doppelvilla                                                                                      | Kaiser-Friedrich-Straße 8/10 Karte                           | Architekt: Hermann Schmitt | 1898                                  | 1999               | A 3448          |
| weitere Bilder                                                                                   | „Villa Spiritus“                                                                                 | Kaiser-Friedrich-Straße 19 Karte                             | Architekten: Alfred Müller, Otto Grah | 1896–1897                             | 23. Juli 1986      | A 1043          |
| weitere Bilder                                                                                   | Halbvilla                                                                                        | Kurt-Schumacher-Straße 2 Karte                               | Architekt: Julius Rolffs; Teil der Doppelvilla Kurt-Schumacher-Straße 2/Heussallee 40                                                                       | 1911–1912                             |                    | A 635           |
| weitere Bilder                                                                                   | Doppelvilla                                                                                      | Kurt-Schumacher-Straße 4/6 Karte                             | Architekt: Julius Rolffs | 1906–1907                             | 1984               | A 543           |
| weitere Bilder                                                                                   | Villa                                                                                            | Kurt-Schumacher-Straße 8 Karte                               | Denkmalgeschützt: äußerer Baukörper; Architekt: Julius Rolffs; 1949–2001 Landesvertretung Hessen, mit rückwärtigem Anbau von 1978 (nicht Teil des Denkmals) | 1921/1922                             | 20. Dezember 2001  | A 3751          |
| weitere Bilder                                                                                   | Villa                                                                                            | Kurt-Schumacher-Straße 10 Karte                              | Architekt: Julius Rolffs | 1922–1923                             | 2002               | A 3757          |
| weitere Bilder                                                                                   | Doppelvilla                                                                                      | Kurt-Schumacher-Straße 12–14 / Heinrich-Brüning-Straße Karte | Architekt: Julius Rolffs; 1969–1999 Landesvertretung Saarland                                                                                               | 1909–1910                             | 2000               | A 3602          |
| weitere Bilder                                                                                   | freistehende Villa                                                                               | Kurt-Schumacher-Straße 16 / Heinrich-Brüning-Straße Karte    | Architekt: Julius Rolffs | 1921/1922                             | 28. September 1989 | A 1684          |
| weitere Bilder                                                                                   | Villa und Remise                                                                                 | Kurt-Schumacher-Straße 18/20, 20/20a Karte                   | Architekt: Julius Rolffs (Villa und Remise); 1951–2000 Landesvertretung Hamburg mit rückwärtigem Gästehaus                                                  | 1907–1909 (Villa); 1919/1920 (Remise) | 24. Januar 2002    | A 3768          |
| Wohn- und Bürohaus                                                                               | Wohn- und Bürohaus                                                                               | Langenbachstraße 19 Karte                                    | Atelier- und Wohnhaus Heinrich Raderschall; Architekt: Ernst van Dorp                                                                                       | 1959–1961                             | 2006               | A 3937          |
| Wohngebäude                                                                                      | Wohngebäude                                                                                      | Langenbachstraße 22 Karte                                    | | 1956                                  | 30. Mai 2006       | A 3922          |
| weitere Bilder                                                                                   |                                                                                                  | Lennéstraße 58 / Weberstraße Karte                           | | um 1870                               |                    | A 2951          |
| weitere Bilder                                                                                   |                                                                                                  | Lennéstraße 61 / Weberstraße Karte                           | | 1898                                  |                    | A 2958          |
|                                                                                                  |                                                                                                  | Lennéstraße 63 Karte                                         | | 1898                                  |                    | A 2931          |
|                                                                                                  |                                                                                                  | Lennéstraße 65 Karte                                         | | 1898                                  |                    | A 2995          |
|                                                                                                  |                                                                                                  | Lennéstraße 68 / Johannes-Henry-Straße Karte                 | | 1876                                  |                    | A 1142          |
|                                                                                                  |                                                                                                  | Niebuhrstraße 3 Karte                                        | | 1870er-Jahre                          |                    | A 956           |
| weitere Bilder                                                                                   |                                                                                                  | Niebuhrstraße 14 Karte                                       | | 1901                                  |                    | A 2927          |
|                                                                                                  |                                                                                                  | Niebuhrstraße 16b Karte                                      | | 1861                                  |                    | A 1503          |
| weitere Bilder                                                                                   |                                                                                                  | Niebuhrstraße 21 Karte                                       | | 1931                                  |                    | A 4126          |
|                                                                                                  |                                                                                                  | Niebuhrstraße 23 Karte                                       | | 1892/1893                             |                    | A 2864          |
|                                                                                                  |                                                                                                  | Niebuhrstraße 25 Karte                                       | | 1892/1893v                            |                    | A 2829          |
|                                                                                                  |                                                                                                  | Niebuhrstraße 27 Karte                                       | | 1892/1893                             |                    | A 3232          |
|                                                                                                  |                                                                                                  | Niebuhrstraße 33 Karte                                       | | 1893                                  |                    | A 29            |
|                                                                                                  |                                                                                                  | Niebuhrstraße 35 Karte                                       | | 1893                                  |                    | A 1146          |
| weitere Bilder                                                                                   |                                                                                                  | Niebuhrstraße 36 Karte                                       | | 1900                                  |                    | A 3249          |
|                                                                                                  |                                                                                                  | Niebuhrstraße 38 Karte                                       | | 1907                                  |                    | A 1035          |
|                                                                                                  |                                                                                                  | Niebuhrstraße 46 Karte                                       | Architekt: Lorenz Homberg | 1890                                  |                    | A 452           |
|                                                                                                  |                                                                                                  | Niebuhrstraße 48 Karte                                       | Architekt: Lorenz Homberg | 1890                                  |                    | A 4067          |
|                                                                                                  |                                                                                                  | Niebuhrstraße 49 Karte                                       | | 1903                                  |                    | A 1022          |
|                                                                                                  |                                                                                                  | Niebuhrstraße 51 Karte                                       | | 1889                                  |                    | A 1331          |
|                                                                                                  |                                                                                                  | Niebuhrstraße 53 Karte                                       | | 1889                                  |                    | A 1335          |
|                                                                                                  |                                                                                                  | Niebuhrstraße 54 Karte                                       | Architekt: Johann Schwister | 1911                                  |                    | A 2788          |
|                                                                                                  |                                                                                                  | Niebuhrstraße 55 Karte                                       | | 1888                                  |                    | A 657           |
|                                                                                                  |                                                                                                  | Niebuhrstraße 57 Karte                                       | | 1888                                  |                    | A 1499          |
|                                                                                                  |                                                                                                  | Niebuhrstraße 61 Karte                                       | | 1873                                  |                    | A 2844          |
| „Friedrich-Ebert-Gymnasium“                                                                      | „Friedrich-Ebert-Gymnasium“                                                                      | Ollenhauerstraße 5 Karte                                     | Architekten: Toni Kleefisch, Karl Leyers (u. a.) | 1955–1956                             |                    | A 3880          |
| weitere Bilder                                                                                   | Ehemalige Pädagogische Akademie, „Bundeshaus“, neuer Plenarsaal sowie Plenarbereich              | Platz der Vereinten Nationen 1–9 Karte                       | Architekten: Martin Witte (1930–33), Hans Schwippert (1949), Behnisch & Partner (1988–92)                                                                   | 1930–1933, 1949 ff., 1988–1992        | 17. Februar 1986   | A 983           |
| weitere Bilder                                                                                   | ehemalige Villa „Prieger“                                                                        | Raiffeisenstraße 2 Karte                                     | Architekt: Paul Richard Thomann; 1996–99 Wiederherstellung                                                                                                  | 1864–1866                             | 1985               | A 866           |
| weitere Bilder                                                                                   | Villa „Heckmann“                                                                                 | Raiffeisenstraße 3 Karte                                     | Architekt: Hugo Licht | 1896–1897                             | 1995               | A 3116          |
| weitere Bilder                                                                                   | Villa „Ingenohl“                                                                                 | Raiffeisenstraße 5 Karte                                     | Architekt: Anton Zengeler | 1895–1896                             | 1998               | A 3407          |
| weitere Bilder                                                                                   | Rheinauenpark                                                                                    | Rheinaue Karte                                               | Landschaftsarchitekten: Gottfried Hansjakob, Heinrich Raderschall                                                                                           | 1973–1979                             | 21. Dezember 2017  | A 4153          |
|                                                                                                  |                                                                                                  | Rheinweg 6 Karte                                             | |                                       |                    | A 355           |
|                                                                                                  |                                                                                                  | Schedestraße 9 Karte                                         | | 1890er-Jahre                          |                    | A 2916          |
|                                                                                                  |                                                                                                  | Schedestraße 11 / Buschstraße Karte                          | | um 1910                               |                    | A 1298          |
|                                                                                                  |                                                                                                  | Schedestraße 13 Karte                                        | Architekt: Julius Rolffs | 1904                                  |                    | A 3282          |
|                                                                                                  |                                                                                                  | Schedestraße 15 Karte                                        | | 1904                                  |                    | A 2873          |
| weitere Bilder                                                                                   | Ehemalige Bayerische Landesvertretung                                                            | Schlegelstraße 1 Karte                                       | Bürogebäude; Architekt: Sep Ruf | 1954–1955                             | 2002               | A 3811          |
| weitere Bilder                                                                                   | Ehemalige Landesvertretung Baden-Württemberg                                                     | Schlegelstraße 2 Karte                                       | Denkmalgeschützt: Fassade als Teil eines 2011/12 errichteten Neubaus                                                                                        | 1953–1954                             | 9. Mai 2005        | A 3871          |
|                                                                                                  |                                                                                                  | Simrockstraße 5 Karte                                        | | 1896                                  |                    | A 59            |
|                                                                                                  |                                                                                                  | Simrockstraße 7 Karte                                        | | 1896                                  |                    | A 3488          |
|                                                                                                  |                                                                                                  | Simrockstraße 9 Karte                                        | | 1897                                  |                    | A 3487          |
|                                                                                                  |                                                                                                  | Simrockstraße 11 / Buschstraße Karte                         | | 1898                                  |                    | A 676           |
| weitere Bilder                                                                                   | Wohngebäude                                                                                      | Simrockstraße 13 / Buschstraße Karte                         | | 1897, 1913 (Erweiterung)              |                    | A 1737          |
|                                                                                                  |                                                                                                  | Simrockstraße 15 Karte                                       | | 1896                                  |                    | A 496           |
|                                                                                                  |                                                                                                  | Simrockstraße 17 Karte                                       | | 1896                                  |                    | A 1630          |
|                                                                                                  |                                                                                                  | Simrockstraße 19 Karte                                       | | 1896                                  |                    | A 3473          |
|                                                                                                  |                                                                                                  | Simrockstraße 21 Karte                                       | | 1900                                  |                    | A 3466          |
|                                                                                                  |                                                                                                  | Simrockstraße 23 Karte                                       | | 1900                                  |                    | A 335           |
|                                                                                                  |                                                                                                  | Simrockstraße 25 Karte                                       | | 1902/1903                             |                    | A 3516          |
|                                                                                                  |                                                                                                  | Simrockstraße 27 Karte                                       | | 1902/1903                             |                    | A 3532          |
| Steinwegekreuz                                                                                   | Steinwegekreuz                                                                                   | Sträßchensweg                                                | | 1695                                  |                    | A 1802          |
| weitere Bilder                                                                                   | Katholische Pfarrkirche St. Winfried und Salesianer-Kloster                                      | Sträßchensweg 3 Karte                                        | Architekt: Kurt Kleefisch | 1967–1968                             |                    | A 4014          |
| weitere Bilder                                                                                   | Ehemalige Königlich-Niederländische Botschaft                                                    | Sträßchensweg 10 Karte                                       | Drei Stahlbetonskelett-Bauten; Architekt: Ernst van Dorp; 2001/02 umfassende Anbauten (nicht denkmalgeschützt)                                              | 1962–1964                             | 2001               | A 3722          |
| weitere Bilder                                                                                   | Synagoge                                                                                         | Tempelstraße 2–4 Karte                                       | Architekt: Helmut Goldschmidt | 1958–1959                             | 22. Dezember 2000  | A 3672          |
| weitere Bilder                                                                                   | Villa                                                                                            | Tempelstraße 8 Karte                                         | „Villa Eschbaum“; Architekten: Kayser & von Groszheim | 1901–1902                             |                    | A 264           |
| weitere Bilder                                                                                   | Kinderklinik, ehemalige Villa Finkler                                                            | Tempelstraße 10 Karte                                        | „Villa Finkler“; Architekten: Kayser & von Groszheim (teilweise)                                                                                            | 1900–1901                             |                    | A 253           |
| weitere Bilder                                                                                   | Bürobauten                                                                                       | Tulpenfeld / Heussallee Karte                                | 18-geschossiges Hochhaus, sechsgeschossiger Hotelbau, drei Atriumhäuser, zwei weitere Bürobauten; Architekt: Hanns Dustmann                                 | 1964–1969                             | 2. Juli 2009       | A 4056          |
|                                                                                                  |                                                                                                  | Weberstraße 11 Karte                                         | | 1850er-Jahre                          |                    | A 2482          |
| weitere Bilder                                                                                   |                                                                                                  | Weberstraße 15 Karte                                         | | vor 1870                              |                    | A 2380          |
|                                                                                                  |                                                                                                  | Weberstraße 21 Karte                                         | | um 1870                               |                    | A 2323          |
|                                                                                                  |                                                                                                  | Weberstraße 25 Karte                                         | | vor 1870                              |                    | A 762           |
|                                                                                                  |                                                                                                  | Weberstraße 27 Karte                                         | | vor 1870                              |                    | A 2494          |
|                                                                                                  |                                                                                                  | Weberstraße 29 Karte                                         | Architekt: Otto Penner | 1898                                  |                    | A 416           |
|                                                                                                  |                                                                                                  | Weberstraße 31 Karte                                         | | vor 1870                              |                    | A 2418          |
|                                                                                                  |                                                                                                  | Weberstraße 33 Karte                                         | | vor 1870                              |                    | A 2337          |
|                                                                                                  |                                                                                                  | Weberstraße 35 Karte                                         | | 1872                                  |                    | A 2561          |
|                                                                                                  |                                                                                                  | Weberstraße 37 Karte                                         | | 1897                                  |                    | A 1476          |
|                                                                                                  |                                                                                                  | Weberstraße 39 / Kaiserstraße Karte                          | Architekt: Johann Schwister | 1903                                  |                    | A 328           |
| weitere Bilder                                                                                   | Treppenaufgang                                                                                   | Wilhelm-Spiritus-Ufer / Kaiser-Friedrich-Straße Karte        | | um 1897                               |                    | A 188           |
| weitere Bilder                                                                                   | Treppenaufgang                                                                                   | Wilhelm-Spiritus-Ufer / Tempelstraße Karte                   | Architekten: Kayser & von Großheim | 1898                                  |                    | A 190           |
| weitere Bilder                                                                                   | Bootshaus                                                                                        | Wilhelm-Spiritus-Ufer 2 Karte                                | | 1930, 1934 (Erweiterung)              | 1988               | A 1394          |
| Villenartiges Wohnhaus                                                                           | Villenartiges Wohnhaus                                                                           | Willy-Brandt-Allee 4 Karte                                   | Teil der Hausgruppe Willy-Brandt-Allee 4–8; Architekt: Carl Edler                                                                                           | 1912/1913                             | 3. November 1987   | A 1246          |
|                                                                                                  |                                                                                                  | Willy-Brandt-Allee 6 Karte                                   | Teil der Hausgruppe Willy-Brandt-Allee 4–8; Architekt: Carl Edler                                                                                           | 1913                                  |                    | A 1200          |
| weitere Bilder                                                                                   | Wohngebäude (Landhaus an der ehemaligen Koblenzer Straße)                                        | Willy-Brandt-Allee 12 / Coburger Straße Karte                | Doppelhaus mit Nr. 10; Architekt: Hermann Schmitt | 1905/1906                             | 2. April 1984      | A 336           |
| weitere Bilder                                                                                   | Villa                                                                                            | Willy-Brandt-Allee 16 / Rheinweg Karte                       | Denkmalgeschützt: einschließlich Vorgarten mit originaler Einfriedigung                                                                                     | 1912                                  | 13. März 1984      | A 319           |
| Villa                                                                                            | Villa                                                                                            | Willy-Brandt-Allee 18 Karte                                  | Denkmalgeschützt: einschließlich Vorgarten mit originaler Einfriedigung; Architekt: Willy Maß                                                               | 1911                                  | 28. November 1983  | A 250           |

## Ehemalige Baudenkmäler
| Bild           | Bezeichnung | Lage                     | Beschreibung                                       | Bauzeit   | Eingetragen seit | Denkmal- nummer |
| -------------- | ----------- | ------------------------ | -------------------------------------------------- | --------- | ---------------- | --------------- |
| weitere Bilder | Villa Dahm  | Dahlmannstraße 5/7 Karte | 2006 abgebrochen und aus der Denkmalliste gelöscht | 1876–1877 |                  | A 1080          |